# Przegrupowanie Beckmanna
Przegrupowanie Beckmanna – reakcja chemiczna przegrupowania oksymów do amidów katalizowana przez kwasy. Została odkryta przez niemieckiego chemika Ernsta Otto Beckmanna w 1886 r. Cykliczne oksymy przegrupowują do laktamów. 
Powyższa reakcja cykloheksanonu jest jednym z najważniejszych przykładów przegrupowania Beckmanna, ponieważ otrzymany kaprolaktam jest wykorzystywany w przemyśle do produkcji Nylonu 6.
Odczynnik Beckmanna katalizujący reakcję składa się z kwasu octowego, kwasu solnego oraz bezwodnika octowego. Można także stosować kwas siarkowy lub kwas fosforowy. W przemysłowej produkcji laktamów jako katalizatora najczęściej używa się kwasu siarkowego, który można łatwo zobojętnić roztworem amoniaku. Powstały siarczan amonu stanowi popularny nawóz sztuczny.

## Mechanizm
W wyniku działania protonu H+ na cząsteczkę oksymu, powstaje jon oksoniowy, a grupa R' znajdująca się w położeniu trans (anti) wobec grupy hydroksylowej -OH migruje do atomu azotu tworząc przejściowy kompleks, który poprzez odłączenie i ponowne przyłączenie cząsteczki wody przechodzi w formę enolową amidu.
Katalizatory tej reakcji poprzez przyłączenie się do grupy -OH przekształcają ją w grupę odchodzącą. W przypadku użycia kwasów Lewisa, np. PCl5 grupą odchodzącą będzie OPCl4.
Migracji do azotu ulega zawsze grupa znajdująca się w położeniu trans względem grupy -OH
Na podstawie badań, in silico opracowano mechanizm uwzględniający rolę cząsteczek rozpuszczalnika. Przegrupowanie oksymu acetonu w odczynniku Beckmanna przebiega z udziałem trzech cząsteczek kwasu i jednego protonu (przedstawionego jako jon oksoniowy). W stanie przejściowym prowadzącym do jonu iminowego (σ-kompleks), grupa metylowa w reakcji skoordynowanej migruje ku atomowi azotu, wypierając grupę hydroksylową, która z protonem pochodzącym od jonu oksoniowego tworzy cząsteczkę wody. Atom tlenu grupy hydroksylowej w tym etapie stabilizują trzy cząsteczki kwasu octowego. Powstała cząsteczka wody atakuje elektrofilowy atom węgla, w wyniku czego proton przyłącza się z powrotem do cząsteczki kwasu. Cząsteczkę wody koordynują trzy cząsteczki kwasu oraz jon iminowy. Ostatecznie proton pochodzący od jonu oksoniowego przyłączany jest przez atom azotu, tworząc nietrwały kation ulegający izomeryzacji do amidu, odłączający proton z grupy hydroksylowej.
Obliczenia przeprowadzone w obecności jonu hydroniowego i 6 cząsteczek wody dały taki sam rezultat, jednak jeśli migrującym podstawnikiem jest grupa fenylowa, w mechanizmie reakcji oksymu acetofenonu ze sprotonowanym kwasem octowym przybierają one strukturę π-kompleksu.
W reakcji z oksymem cykloheksanonu, wzmożone naprężenie pierścienia daje trzeci mechanizm reakcji, wedle którego kaprolaktam powstaje w jednym etapie, nie tworząc struktury przejściowej π-kompleksu ani σ-kompleksu.

## Przegrupowanie Beckmanna wobec chlorku cyjanurowego
Przegrupowanie Beckmanna może być także katalizowane chlorkiem cyjanurowym wobec chlorku cynku. Przykładowo z cyklododekanonu otrzymuje się w ten sposób laktam stanowiący monomer w produkcji nylonu 12.
Mechanizm tej reakcji opiera się na cyklu katalitycznym, gdzie chlorek cyjanurowy aktywuje grupę hydroksylową poprzez reakcję aromatycznego podstawienia nukleofilowego. Produkt reakcji jest wypierany przez kolejną cząsteczkę reaktanta w przejściowym kompleksie Meisenheimera.

## Degradacja Beckmanna
Jeśli oksym zawiera czwartorzędowy atom węgla w pozycji trans (anti) względem grupy hydroksylowej, zachodzi reakcja uboczna degradacji, tworząca nitryle:
W poniższej reakcji donorem fluoru jest DAST: